# John Arnold (pianist)
John Arnold (ca. 1900 - na 1932) was een Amerikaanse blues- en jazzpianist, die in St. Louis actief was.

## Biografie
Arnold won in de herfst van 1915 een bluespiano-wedstrijd in Booker T. Washington Airdrome, een vaudeville-theater in St. Louis. In de jaren erop speelde hij o.m. met Lonnie Johnson ("Mr. Johnson's Blues“, "Falling Rain Blues“, uitgekomen op OKeh 1925) en in het orkest van Benny Washington, dat speelde op de rivierboot SS St Paul. In november 1925 had opnieuw een sessie voor Okeh plaats, met  Benny Washington's Six Aces ("Compton Ave. Blues“). Later speelde hij met de St. Louis Blue Devils van Eddie Randle.